# Link: Eat, Love, Kill
Link: Eat, Love, Kill (koreanischer Originaltitel: 링크: 먹고 사랑하라, 죽이게; RR: Ling-keu: Meok-go Sa-rang-ha-ra, Juk-i-ge) ist eine südkoreanische Dramaserie, die von Celltrion Entertainment und Mongjakso umgesetzt wurde. In Südkorea fand die Premiere der Serie am 6. Juni 2022 auf tvN statt. Im deutschsprachigen Raum erfolgte die Erstveröffentlichung der Serie am 24. Mai 2023 durch Disney+ via Star als Original.

## Handlung
Seit seine Zwillingsschwester vor 18 Jahren spurlos verschwand, ist Eun Gye-hoons telepathische Verbindung zu ihren Gefühlen unterbrochen. Er lässt seine schmerzhafte Vergangenheit hinter sich, macht Karriere und wird ein renommierter Spitzenkoch. Eines Tages jedoch beginnt Gye-hoon, die Gefühle einer anderen Entität zu verspüren. Er macht sich auf den Weg nach Jihwa-dong, wo seine Schwester einst verschwand, um herauszufinden, wessen Gefühle es sind. Dort trifft er auf Noh Da-hyun. Die Hintergründe ihrer wechselseitigen telepathischen Verbindung liegen noch im Dunkeln, und es gilt, weitere Geheimnisse zu ergründen, die sich in der Misstrauen erweckende Gegend um Jihwa-dong im Verborgenen halten.

## Besetzung und Synchronisation
Die deutschsprachige Synchronisation entstand nach den Dialogbüchern von DeeDee C. Epp (15) und Susanne Sternberg (1) sowie unter der Dialogregie von Tanja Dohse und Frank Lüthe durch die Synchronfirma Elbgorilla Synchro in Hamburg.
| Rolle                    | Schauspieler      | Synchronsprecher      |
| ------------------------ | ----------------- | --------------------- |
| Eun Gye-hoon             | Yeo Jin-goo       | Vincent Fallow        |
| Eun Gye-hoon (als Kind)  | Kim Ha-eon        | Jonas Kirsch          |
| Noh Da-hyun              | Mun Ka-Young      | Malin Steffen         |
| Noh Da-hyun (als Kind)   | Lee Seol-a        | Emilia Gebauer        |
| Eun Gye-yeong (als Kind) | Ahn Se-bin        | Chiara Calafato       |
| Na Chun-ok               | Ye Su-jeong       | Dagmar Dreke          |
| Hong Bok-hee             | Kim Ji-young      | Kristina von Weltzien |
| Ji Won-tak               | Song Duk-ho       | David Berton          |
| Hwang Min-jo             | Lee Bom-so-ri     | Lo Rivera             |
| Cha Jin-hu               | Lee Suk-hyeong    | Patrick Stamme        |
| Lee Jin-geun             | Shin Jae-hwi      | David Meyer           |
| Yoon Seo-jung            | Oh Kyung-hwa      | Tanja Dohse           |
| Yang Dong-sook           | Kimkwak Kyung-hee | Mica Mylo             |
| Kim Min-cheol            | Yoo Jung-ho       | Oliver Warsitz        |
| Jo Jae-sook              | Kim Hyun          | Tina Eschmann         |
| Jo Dong-nam              | Yoon Sang-hwa     | Christian Rudolf      |
| Eun Cheol-ho             | Kwon Hyuk         | Konstantin Graudus    |
| Kang Mi-jin              | Jung Yeon-shim    | Cosima Ertl           |
| Ahn Jung-ho              | Kim Chan-hyung    | Martin Sabel          |
| Seo Young-hwan           | Yoo Sung-joo      | Michael Bideller      |
| Lee Eun-jeong            | Lee Bom           | Elise Eikermann       |
| Park Seon-hwa            | Park Ji-ah        | Iris Schumacher       |
| Jang Mi-sook             | Park Bo-kyung     | Jennifer Böttcher     |
| Lee Young-hoon           | Seo Dong-gab      | Nils Rieke            |
| Han Ui-chan              | Lee Gyu-hoe       | Martin May            |
| Soon-chul                | Heo Dong-won      | Robin Brosch          |

## Episodenliste
| Nr. | Deutscher Titel           | Originaltitel        | Erstausstrahlung (Südkorea) | Deutschsprachige Erstveröffentlichung (D/A/CH) |
| --- | ------------------------- | -------------------- | --------------------------- | ---------------------------------------------- |
| 1   | Link – die Verbindung     | 링크(LINK)-접속되다  | 6. Juni 2022                | 24. Mai 2023                                   |
| 2   | Lügen                     | 거짓말               | 7. Juni 2022                | 24. Mai 2023                                   |
| 3   | Geständnis                | 고백                 | 13. Juni 2022               | 24. Mai 2023                                   |
| 4   | Kitschig, aber Schicksal  | 촌스럽지만,운명      | 14. Juni 2022               | 24. Mai 2023                                   |
| 5   | Das Kind kehrt zurück     | 그 아이가 돌아왔다   | 20. Juni 2022               | 24. Mai 2023                                   |
| 6   | Flattern                  | 두근거리다           | 21. Juni 2022               | 24. Mai 2023                                   |
| 7   | Stochern                  | 찌르다               | 27. Juni 2022               | 24. Mai 2023                                   |
| 8   | Die Kinder von Jiwha-dong | 지화동의 아이들      | 28. Juni 2022               | 24. Mai 2023                                   |
| 9   | Dreh dich nicht um        | 돌아보지 마          | 4. Juli 2022                | 24. Mai 2023                                   |
| 10  | Das rote Tor              | 붉은 대문            | 5. Juli 2022                | 24. Mai 2023                                   |
| 11  | Der Zeuge                 | 목격자               | 11. Juli 2022               | 24. Mai 2023                                   |
| 12  | Die Vorahnung             | 예감                 | 12. Juli 2022               | 24. Mai 2023                                   |
| 13  | Mamas Geheimnis           | 엄마의 비밀          | 18. Juli 2022               | 24. Mai 2023                                   |
| 14  | Das alltägliche Böse      | 평범한 악            | 19. Juli 2022               | 24. Mai 2023                                   |
| 15  | Die Verbindung            | 링크                 | 25. Juli 2022               | 24. Mai 2023                                   |
| 16  | Eat, Love, Kill           | 먹고 사랑하라,죽이게 | 26. Juli 2022               | 24. Mai 2023                                   |